# Miguel Álvarez Sánchez
Miguel Álvarez Sánchez (Rebordondo, Cualedro, Orense, Galicia, 27 de noviembre de 1982), conocido deportivamente como Miguel Álvarez, es un entrenador español de fútbol que actualmente dirige al FK Surkhon Termez de la Super Liga de Uzbekistán.

## Trayectoria
Miguel es hijo de emigrantes españoles en Alemania, lugar en el que vivió durante 12 años y donde comenzó a dar sus primeros pasos en el mundo del fútbol. Su carrera como entrenador comenzó en 2010 dirigiendo en categorías inferiores en el fútbol Regional gallego, en concreto al Unión Vecinal Cultural Deportiva Candeán y más tarde, en 2012 pasaría a la Fundación Celta de Vigo. 
En 2013, firmaría como segundo entrenador del Al-Nassr Football Club de la Primera División de Arabia Saudita, con el que ganaría la liga y la Copa en la temporada 2013-14, formando parte del cuerpo técnico de Daniel Carreño. Miguel permanecería hasta el final de la temporada 2014-15, donde fue el segundo entrenador de Raúl Caneda y Jorge da Silva.
En la temporada 2015-16, se convierte en segundo entrenador del Al-Fateh Sports Club de la Primera División de Arabia Saudita, durante dos temporadas.
En 2017, firma como analista de vídeo en el Al-Ettifaq Club de la Primera División de Arabia Saudita, formando parte del cuerpo técnico de Tilo Vargas. En la misma temporada, se marcharía a las Maldivas para dirigir al Thinadhoo Sports Club.
En 2018, firma como segundo entrenador del Khaleej Club de la Primera División de Arabia Saudita, al que dirige hasta diciembre de 2018.
En 2019, llega al Al-Shabab Al Arabi Club de la Primera División de los Emiratos Árabes Unidos como analista y trabajaría como segundo entrenador del Al-Nasr Sports Club de la Primera División de los Emiratos Árabes Unidos.
En la temporada 2019-20, trabajaría como analista jefe del Wadi Degla Sporting Club de la Primera División de Egipto, hasta que decide regresar al Al-Fateh Sports Club de la Primera División de Arabia Saudita, para ocupar el mismo cargo.
En la temporada 2020-21, firma como segundo entrenador del Fujairah Football Club de la Primera División de los Emiratos Árabes Unidos.
En julio de 2021, se compromete con el Al-Adalah Club de la Primera División de Arabia Saudita para ocupar el cargo de como segundo entrenador.
El 23 de marzo de 2022, firma como segundo entrenador de Jordi Fabregat en el FK Surkhon Termez de la Super Liga de Uzbekistán.
El 9 de septiembre de 2022, tras la destitución de Ángel López Pérez, se convierte en primer entrenador del FK Surkhon Termez de la Super Liga de Uzbekistán. Álvarez dirige al conjunto uzbeco hasta el 8 de noviembre de 2022, cuando finalizaría su contrato.

## Clubes

### Como asistente técnico
| Club                                   | País                   | Año       |
| -------------------------------------- | ---------------------- | --------- |
| Al-Nassr Football Club (2º Entrenador) | Arabia Saudita         | 2013-2015 |
| Al-Fateh Sports Club (2º Entrenador)   | Arabia Saudita         | 2015-2017 |
| Al-Ettifaq Club (Analista)             | Arabia Saudita         | 2017      |
| Khaleej Club (2º Entrenador)           | Arabia Saudita         | 2018      |
| Al-Shabab Al Arabi Club (Analista)     | Emiratos Árabes Unidos | 2019      |
| Al-Nasr Sports Club (2º Entrenador)    | Emiratos Árabes Unidos | 2019      |
| Wadi Degla Sporting Club (Analista)    | Egipto                 | 2019      |
| Al-Fateh Sports Club (Analista)        | Arabia Saudita         | 2020      |
| Fujairah Football Club (2º Entrenador) | Emiratos Árabes Unidos | 2020-2021 |
| Al-Adalah Club (2º Entrenador)         | Arabia Saudita         | 2021      |
| FK Surkhon Termez (2º Entrenador)      | Uzbekistán             | 2022      |

### Como entrenador
| Club                                     | País       | Año       |
| ---------------------------------------- | ---------- | --------- |
| Unión Vecinal Cultural Deportiva Candeán | España     | 2010-2012 |
| Fundación Celta de Vigo                  | España     | 2012-2013 |
| Thinadhoo Sports Club                    | Maldivas   | 2017      |
| FK Surkhon Termez                        | Uzbekistán | 2022      |